# Maisenberg (Engelsberg)
Maisenberg ist ein Gemeindeteil der Gemeinde Engelsberg im oberbayerischen Landkreis Traunstein.

## Geografie
Der Ort liegt im nördlichen Chiemgau, etwa drei Kilometer westlich des historischen Ortskernes von Engelsberg auf einer Höhe von 493 m ü. NHN. Unmittelbar östlich verläuft das Tal des Mörnbaches. Der nächstliegende größere Ort ist das sechs Kilometer nordöstlich gelegene Garching an der Alz. Im Westen und Norden grenzt der Landkreis Mühldorf am Inn an.

## Geschichte
Die erste urkundliche Erwähnung von Maisenberg datiert um das Jahr 785 in Salzburger Schriften. Zwischen 907 und 950 wurde das Gebiet mehrmals von ungarischen Truppen überfallen, wobei auch das Kloster in Maisenberg völlig zerstört wurde. Der Weiler wird um 1150 genannt. Das bayerische Urkataster zeigt Maisenberg in den 1810er Jahren als ein kleines Kirchdorf mit sechs Herdstellen, der Kirche und dem dazugehörigen Gottesacker, der im Mittelalter als Pestfriedhof entstanden ist. 

Maisenberg wurde 1818 durch das bayerische Gemeindeedikt Sitz der gleichnamigen Landgemeinde. Im Zuge der Gebietsreform in Bayern wurde Maisenberg zusammen mit Eiting, die früher beide zum Landkreis Mühldorf am Inn gehörten, am 1. Juli 1972 nach Engelsberg eingemeindet. Bis heute ist der Ort überwiegend landwirtschaftlich geprägt und hat sich im Gebäudebestand nicht vergrößert.

## Baudenkmäler
- Katholische Filialkirche St. Johannes der Täufer, erbaut in der zweiten Hälfte des 15. Jahrhunderts
- Wohnstallhaus von 1855
- Vierseithof von 1858
- Marterlsäule an der Straße nach Peterskirchen von 1527

## Verkehr
- Gemeindestraßen erschließen den Ort nach Norden hin zur Kreisstraße TS 9 und im Südwesten zur Staatsstraße 2091.
- Der ÖPNV bedient Maisenberg mit einem Rufbus[3]
- Sieben Kilometer südlich befindet sich bei Kienberg der Flugplatz Schönberg.